# Perú en los Juegos Olímpicos de París 2024
Perú en los Juegos Olímpicos de París 2024 estuvo representado por un total de 26 atletas que compitieron en 9 deportes. Los abanderados en la ceremonia de apertura fueron la esgrimista María Luisa Doig y el judoca Juan Postigos.

## Medallistas
| Medalla           | Atleta            | Deporte | Evento | Fecha       |
| ----------------- | ----------------- | ------- | ------ | ----------- |
| Medalla de bronce | Stefano Peschiera | Vela    | Dinghy | 7 de agosto |

## Diplomas olímpicos
| Puesto | Atleta                          | Deporte   | Evento              | Fecha       |
| ------ | ------------------------------- | --------- | ------------------- | ----------- |
| 4.º    | María Belén Bazo                | Vela      | Windsurfing         | 2 de agosto |
| 4.º    | Alonso Correa                   | Surf      | Masculino           | 6 de agosto |
| 4.º    | Kimberly García César Rodríguez | Atletismo | Relevo mixto marcha | 7 de agosto |
| 6.º    | Nicolás Pacheco                 | Tiro      | Skeet               | 3 de agosto |
| 8.º    | Evelyn Inga                     | Atletismo | 20 km marcha        | 1 de agosto |

## Atletas
| Disciplina | Deportistas |
| Atletismo  | 9           |
| Bádminton  | 1           |
| Esgrima    | 1           |
| Judo       | 1           |
| Natación   | 3           |
| Remo       | 3           |
| Surf       | 3           |
| Tiro       | 2           |
| Vela       | 3           |
| Total      | 26          |

## Deportes

### Atletismo
Femenino
Eventos de pista y ruta
| Atleta          | Evento       | Final   | Final    |
| Atleta          | Evento       | Tiempo  | Posición |
| --------------- | ------------ | ------- | -------- |
| Mary Luz Andía  | 20 km marcha | 1:29:24 | 12       |
| Kimberly García | 20 km marcha | 1:30:10 | 16       |
| Evelyn Inga     | 20 km marcha | 1:28:16 | 8        |
| Luz Mery Rojas  | Maratón      | 2:37:24 | 62       |
| Gladys Tejeda   | Maratón      | 2:35:36 | 56       |
| Thalia Valdivia | Maratón      | 2:29:01 | 18       |

Masculino
Eventos de pista y ruta
| Atleta            | Evento       | Final       | Final       |
| Atleta            | Evento       | Tiempo      | Posición    |
| ----------------- | ------------ | ----------- | ----------- |
| Luis Campos       | 20 km marcha | 1:22:00     | 26          |
| César Rodríguez   | 20 km marcha | No finalizó | No finalizó |
| Cristhian Pacheco | Maratón      | No finalizó | No finalizó |

Mixto
Eventos de pista y ruta
| Atleta                          | Evento       | Final   | Final    |
| Atleta                          | Evento       | Tiempo  | Posición |
| ------------------------------- | ------------ | ------- | -------- |
| Kimberly García César Rodríguez | 20 km marcha | 2:51:56 | 4        |

### Bádminton
Femenino
| Atleta        | Evento              | Fase de grupos    | Fase de grupos  | Fase de grupos | Eliminatoria    | Cuartos de final | Semifinal       | Final           | Posición final |
| Atleta        | Evento              | Rival Resultado   | Rival Resultado | Posición       | Rival Resultado | Rival Resultado  | Rival Resultado | Rival Resultado | Posición final |
| ------------- | ------------------- | ----------------- | --------------- | -------------- | --------------- | ---------------- | --------------- | --------------- | -------------- |
| Inés Castillo | Individual femenino | Neslihan Arın 0–2 | Aya Ohori 0–2   | 3              | No clasificó    | No clasificó     | No clasificó    | No clasificó    | 27             |

### Esgrima
Femenino
| Atleta           | Evento            | Ronda de 64         | Ronda de 32     | Ronda de 16     | Cuartos de final | Semifinal       | Final           | Posición final |
| Atleta           | Evento            | Rival Resultado     | Rival Resultado | Rival Resultado | Rival Resultado  | Rival Resultado | Rival Resultado | Posición final |
| ---------------- | ----------------- | ------------------- | --------------- | --------------- | ---------------- | --------------- | --------------- | -------------- |
| María Luisa Doig | Espada individual | Kiria Tikanah 14–15 | No clasificó    | No clasificó    | No clasificó     | No clasificó    | No clasificó    | 33             |

### Judo
Masculino
| Atleta        | Evento | Ronda de 32       | Ronda de 16     | Cuartos de final | Semifinal       | Repechaje       | Final           | Posición final |
| Atleta        | Evento | Rival Resultado   | Rival Resultado | Rival Resultado  | Rival Resultado | Rival Resultado | Rival Resultado | Posición final |
| ------------- | ------ | ----------------- | --------------- | ---------------- | --------------- | --------------- | --------------- | -------------- |
| Juan Postigos | −66 kg | Matteo Piras 0–10 | No clasificó    | No clasificó     | No clasificó    | No clasificó    | No clasificó    | 17             |

### Natación
Femenino
| Atleta              | Evento               | Eliminatoria   | Eliminatoria   | Semifinal      | Semifinal      | Final        | Final        | Posición final |
| Atleta              | Evento               | Tiempo         | Posición       | Tiempo         | Posición       | Tiempo       | Posición     | Posición final |
| ------------------- | -------------------- | -------------- | -------------- | -------------- | -------------- | ------------ | ------------ | -------------- |
| McKenna De Bever    | 200 metros combinado | 2:17.61        | 5              | No clasificó   | No clasificó   | No clasificó | No clasificó | 29             |
| María Bramont-Arias | 10 km                | —————————————— | —————————————— | —————————————— | —————————————— | 2:12:44.7    | 21           | 21             |

Masculino
| Atleta         | Evento           | Eliminatoria | Eliminatoria | Final        | Final        | Posición final |
| Atleta         | Evento           | Tiempo       | Posición     | Tiempo       | Posición     | Posición final |
| -------------- | ---------------- | ------------ | ------------ | ------------ | ------------ | -------------- |
| Joaquín Vargas | 400 metros libre | 3:54.59      | 5            | No clasificó | No clasificó | 29             |

### Remo
Femenino
| Atleta                            | Evento             | Heats   | Heats    | Repechaje | Repechaje | Cuartos de final | Cuartos de final | Semifinal C/D | Semifinal C/D | Final C | Final C  | Posición final |
| Atleta                            | Evento             | Tiempo  | Posición | Tiempo    | Posición  | Tiempo           | Posición         | Tiempo        | Posición      | Tiempo  | Posición | Posición final |
| --------------------------------- | ------------------ | ------- | -------- | --------- | --------- | ---------------- | ---------------- | ------------- | ------------- | ------- | -------- | -------------- |
| Adriana Sanguineti                | Scull individual   | 8:03.87 | 5        | 8:07.05   | 2         | 7:57.84          | 5                | 8:17.84       | 5             | 7:49.31 | 6        | 24             |
| Alessia Palacios Valeria Palacios | Doble scull ligero | 7:32.68 | 3        | 7:28.58   | 4         | No clasificó     | No clasificó     | No clasificó  | No clasificó  | 7:12.27 | 2        | 14             |

### Surf
Femenino
| Atleta      | Evento   | Ronda 1 | Ronda 1  | Ronda 2             | Ronda 3         | Cuartos de final | Semifinal       | Final           | Posición final |
| Atleta      | Evento   | Puntos  | Posición | Rival Resultado     | Rival Resultado | Rival Resultado  | Rival Resultado | Rival Resultado | Posición final |
| ----------- | -------- | ------- | -------- | ------------------- | --------------- | ---------------- | --------------- | --------------- | -------------- |
| Sol Aguirre | Femenino | 4.30    | 2        | Siqi Yang 4.50–8.67 | No clasificó    | No clasificó     | No clasificó    | No clasificó    | 17             |

Masculino
| Atleta        | Evento    | Ronda 1 | Ronda 1  | Ronda 2                   | Ronda 3                 | Cuartos de final      | Semifinal              | Final           | Tercer lugar               | Posición final |
| Atleta        | Evento    | Puntos  | Posición | Rival Resultado           | Rival Resultado         | Rival Resultado       | Rival Resultado        | Rival Resultado | Rival Resultado            | Posición final |
| ------------- | --------- | ------- | -------- | ------------------------- | ----------------------- | --------------------- | ---------------------- | --------------- | -------------------------- | -------------- |
| Alonso Correa | Masculino | 14.33   | 1        | ———                       | Jordy Smith 15.00–12.20 | Reo Inaba 10.50–10.16 | Kauli Vaast 9.60–10.96 | No clasificó    | Gabriel Medina 12.43-15.54 | 4              |
| Lucca Mesinas | Masculino | 11.10   | 3        | Jack Robinson 10.83–16.87 | No clasificó            | No clasificó          | No clasificó           | No clasificó    | No clasificó               | 17             |

### Tiro
Femenino
| Atleta         | Evento | Clasificación | Clasificación | Final        | Final        | Posición final |
| Atleta         | Evento | Puntos        | Posición      | Puntos       | Posición     | Posición final |
| -------------- | ------ | ------------- | ------------- | ------------ | ------------ | -------------- |
| Daniella Borda | Skeet  | 116           | 19            | No clasificó | No clasificó | 19             |

Masculino
| Atleta          | Evento | Clasificación | Clasificación | Final  | Final    | Posición final |
| Atleta          | Evento | Puntos        | Posición      | Puntos | Posición | Posición final |
| --------------- | ------ | ------------- | ------------- | ------ | -------- | -------------- |
| Nicolás Pacheco | Skeet  | 122           | 6             | 17     | 6        | 6              |

Mixto
| Atleta                         | Evento | Clasificación | Clasificación | Final        | Final        | Posición final |
| Atleta                         | Evento | Puntos        | Posición      | Puntos       | Posición     | Posición final |
| ------------------------------ | ------ | ------------- | ------------- | ------------ | ------------ | -------------- |
| Daniella Borda Nicolás Pacheco | Skeet  | 139           | 13            | No clasificó | No clasificó | 13             |

### Vela
Femenino
| Atleta              | Evento      | Carrera | Carrera | Carrera | Carrera | Carrera | Carrera | Carrera | Carrera | Carrera | Carrera                       | Carrera                       | Carrera                       | Carrera                       | Carrera                       | Carrera                       | Carrera                       | Carrera                       | Carrera                       | Carrera                       | Carrera                       | Cuartos de final              | Semifinal                     | Final        | Puntos | Posición final |
| Atleta              | Evento      | 1       | 2       | 3       | 4       | 5       | 6       | 7       | 8       | 9       | 10                            | 11                            | 12                            | 13                            | 14                            | 15                            | 16                            | 17                            | 18                            | 19                            | 20                            | Posición                      | Posición                      | Posición     | Puntos | Posición final |
| ------------------- | ----------- | ------- | ------- | ------- | ------- | ------- | ------- | ------- | ------- | ------- | ----------------------------- | ----------------------------- | ----------------------------- | ----------------------------- | ----------------------------- | ----------------------------- | ----------------------------- | ----------------------------- | ----------------------------- | ----------------------------- | ----------------------------- | ----------------------------- | ----------------------------- | ------------ | ------ | -------------- |
| María Belén Bazo    | Windsurfing | 4       | 4       | 8       | 12      | 7       | 12      | 8       | 21      | 11      | 6                             | 5                             | 18.5                          | 7.5                           | 20.5                          | Canceladas                    | Canceladas                    | Canceladas                    | Canceladas                    | Canceladas                    | Canceladas                    | 2                             | 4                             | No clasificó | 98     | 4              |
| Florencia Chiarella | Dinghy      | 29      | 30      | 21      | 32      | 35      | 11      | 26      | 12      | 39      | ————————————————————————————— | ————————————————————————————— | ————————————————————————————— | ————————————————————————————— | ————————————————————————————— | ————————————————————————————— | ————————————————————————————— | ————————————————————————————— | ————————————————————————————— | ————————————————————————————— | ————————————————————————————— | ————————————————————————————— | ————————————————————————————— | No clasificó | 196    | 32             |

Masculino
| Atleta            | Evento | Carrera | Carrera | Carrera | Carrera | Carrera | Carrera | Carrera | Carrera | Carrera    | Carrera    | Final    | Puntos | Posición final    |
| Atleta            | Evento | 1       | 2       | 3       | 4       | 5       | 6       | 7       | 8       | 9          | 10         | Posición | Puntos | Posición final    |
| ----------------- | ------ | ------- | ------- | ------- | ------- | ------- | ------- | ------- | ------- | ---------- | ---------- | -------- | ------ | ----------------- |
| Stefano Peschiera | Dinghy | 6       | 1       | 14      | 11      | 20      | 14      | 12      | 4       | Canceladas | Canceladas | 9        | 80     | Medalla de bronce |